# Хмаіс Джинауї
Хмаіс Джинауї (англ. Khemaies Jhinaoui; нар. 5 квітня 1954) — туніський дипломат. Надзвичайний і Повноважний Посол Тунісу в Україні (2008—2011 рр.). Міністр закордонних справ Тунісу (з 2016)

## Життєпис
Народився 5 квітня 1954 року. Отримав ступінь публічного права аспірантури з публічного права і сертифікат про передові дослідження в галузі політології та міжнародних відносин. У 1978 році він також отримав сертифікат компетентності у сфері адвокатури. У 1998 році він став слухачем Національного інституту оборони. Він володіє арабською, англійською, французькою мовами.
У травні 1996 року Хемаіс Джінауї був відправлений до Ізраїлю, щоб відкрити офіс в Тель-Авіві. У 1996—1998 роках він очолював кабінет міністра закордонних справ Тунісу.
У період з березня 1999 року по жовтень 2004 року він був послом Тунісу в Сполученому Королівстві, охоплюючи Ірландію з жовтня 1999 року.
У період з грудня 2004 року по 2006 рік він очолює штаб міністра закордонних справ Абдельвахаб Абдаллах.
З січня 2006 року по грудень 2007 року він є генеральним директором з політичних, економічних питань та співробітництва з Європою та Європейським Союзом.
У 2008—2011 рр. — посол Тунісу в РФ, а також акредитований в Україні та в країнах СНД. Як надзвичайний і повноважний посол він отримав дипломатичний ранг у березні 2011 року повноважного міністра.
Він читав лекції в університетах і інституціях з питань міжнародної політики; він також є автором досліджень і статей з цього питання.
Після революції 2011 року Хемайс Джінауї призначений держсекретарем міністра закордонних справ в уряді Беджі Каїда Ессебсі.
6 січня 2016 року він був призначений міністром закордонних справ в уряді Хабіба Ессіда та залишився на посаді в уряді Юсефа Чахеда.